# 巨型期刊
巨型期刊（英語：mega journal）是一种同行評審的学术开放获取期刊。它降低了录用标准，使规模远超传统期刊。《PLOS ONE》首创了这一模式。 这一“非常赚钱的出版模式”很快被其他出版商效仿。

## 定义
巨型期刊具有以下特点：
- 涵盖多个学科领域[1][2][3][4][5]
- 只要文章技术上合理就予以发表，不考虑研究重要性[1][2][3][4][5][6]
- 通过版面费支付出版成本[1][3][5]（也有非营利性巨型期刊，如《Open Library of Humanities》）

其他不太普遍的特点包括：
- 评审和发表流程加速，[2] 周转时间短[6]
- 采用学术编辑，[6] 甚至建立庞大的学术编辑委员会[5]（而非专业编辑）
- 提供增值服务，如通过知识共享许可协议提供可重复使用的图表和数据[7]

巨型期刊只有在线版本，没有印刷版，完全开放获取。这与混合开放获取期刊不同。 一些“掠夺性”开放获取出版商也采用巨型期刊模式。

## 影响
有人认为，未来学术期刊界可能被少数几个巨型期刊主导，至少在文章发表总量上如此。 巨型期刊将出版业的资金模式从传统封闭获取出版物的订阅模式转向版面费模式。
这种商业模式可能无法激励审稿人。审稿人义务审稿是为了“影响自己的研究领域、接触最前沿的研究或在简历中列出为知名期刊服务的经历”。
此外，巨型期刊可能不再像传统学术期刊那样，充当“特定领域或子领域同行交流的平台”。 为了应对这种不加甄别的做法，巨型期刊的典型代表《PLOS ONE》已开始“将相关文章打包成特定学科的合集”。

## 巨型期刊列表
- PLOS ONE[1][2][3][4][5][6][13][14][15][16][17]
- ACS Omega[18]
- Scientific Reports[2][3][5][6][15][17][19]
- SAGE Open[3][4][5][15][17][19]
- Royal Society Open Science[a]
- BMJ Open[2][3][5][15][17]
- PeerJ[2][4][5][13][14]
- Medicine (Lippincott Williams & Wilkins journal)[21][22][23][24]
- Biology Open[5][6][17]
- IEEE Access[5][25][b]
- FEBS Open Bio[5][6]
- AIP Advances[5][17]
- G3: Genes, Genomes, Genetics[5][17]
- Open Library of Humanities[c]
- De Gruyter Open imprint[d]
- Heliyon (Elsevier)[e]
- IET The Journal of Engineering[f]

## 延伸阅读
- Bill Cope and Angus Phillips, The Future of the Academic Journal, 2nd ed., Chandos Publishing, Jul 1, 2014, 478 pages.
- Peter Binfield, "Open Access MegaJournals -- Have They Changed Everything?", Creative Commons New Zealand Blog
- Sönke Bartling & Sascha Friesike (Editors), Opening Science: The Evolving Guide on How the Web is Changing Research, Collaboration and Scholarly Publishing, Springer, 2014, ISBN 978-3-319-00025-1, 339 pp.